# Colvin House

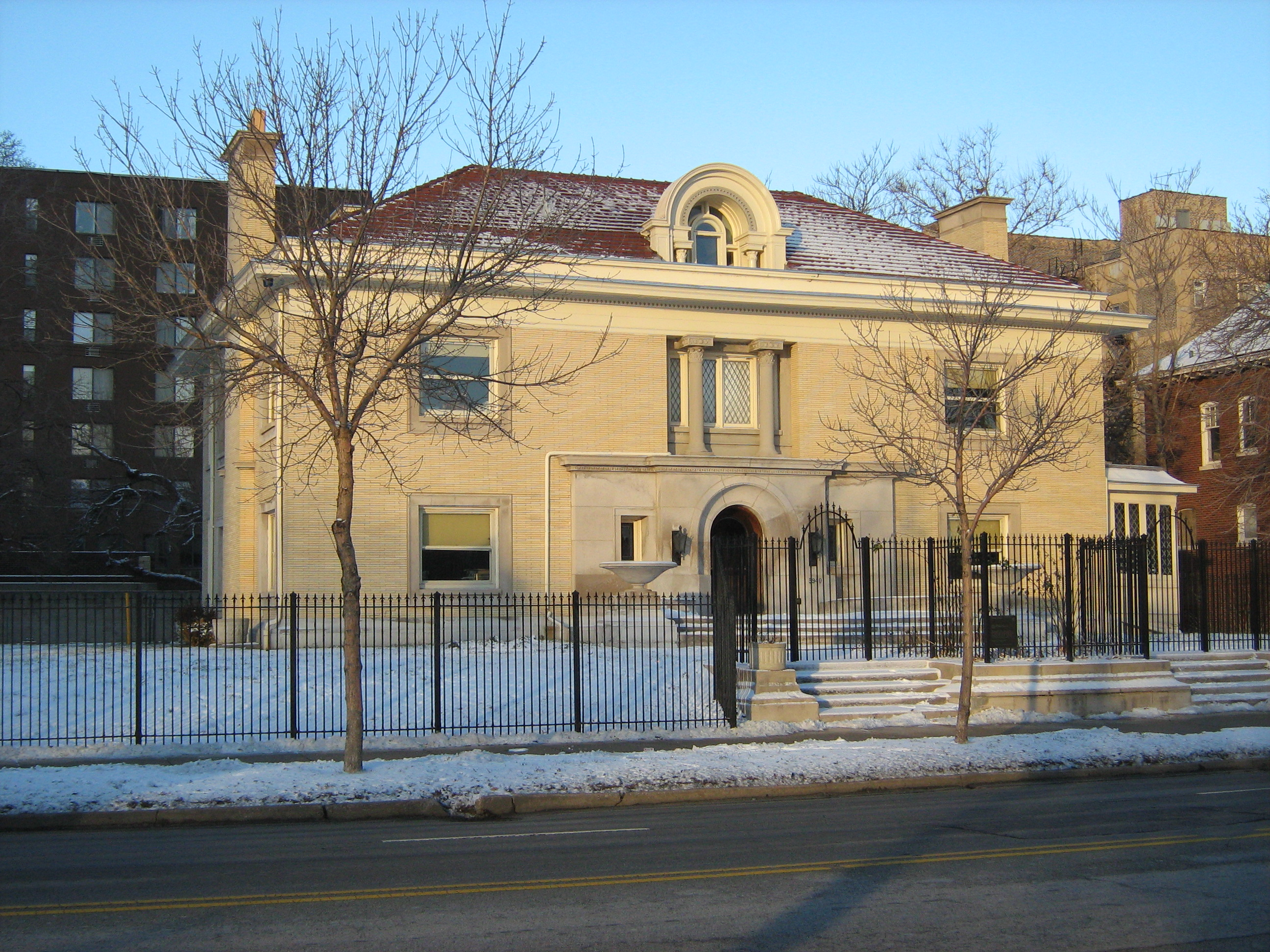
La Colvin House

La Colvin House est une maison située au 5901 North Sheridan à Chicago (Illinois, États-Unis). La maison a été construite en 1909 par l'architecte George W. Maher. Elle a été ajoutée sur la liste des Chicago Landmarks le 5 octobre 1994 par la ville de Chicago.

## Histoire
Cette résidence a été construite pour Alexander R. Colvin, un médecin, et son épouse, Sarah Tarleton Colvin, fut l'un des fondateurs de l'Association des infirmières et infirmiers du Minnesota et un militant dans le mouvement des suffragettes. Sarah Colvin, sa femme, a été présidente de 1915 à 1920 de la branche du Minnesota au Congrès de l'Union (plus tard le National Woman's Party). Elle a été emprisonnée à deux reprises en 1918 à Washington DC pour avoir affiché une bannière suffrage juste en face de la Maison-Blanche et pour avoir brûlé une effigie du président Woodrow Wilson. Quand cette maison a été construite elle n'était pas reliée à l'eau de la ville. Les Colvins ont construit leur propre système d'égout.